# Paul R. Williams
Paul Revere Williams (18 de febrero de 1894-23 de enero de 1980) fue un arquitecto estadounidense radicado en Los Ángeles, en el estado de California (Estados Unidos). Practicó principalmente en el Sur de California y diseñó las casas de numerosas celebridades, incluidos Frank Sinatra, Lucille Ball y Desi Arnaz, Lon Chaney, Barbara Stanwyck y Charles Correll. También diseñó muchos edificios públicos y privados. Fue miembro del Fellow del American Institute of Architects y en 2017 recibió de manera póstuma la Medalla de Oro de la misma entidad.

## Primeros años y educación
Williams provenía de una familia de residentes de clase media de Memphis, y sus padres eran Chester Stanley y Lila Wright Williams. Estos emigraron a Los Ángeles en 1893 con su primogénito Chester, donde montaron sin éxito una frutería. Paul nació en Los Ángeles el 18 de febrero de 1894. Su padre murió en 1896 de tuberculosis y su madre dos años después de la misma enfermedad, dejando a los niños en un orfanato. Finalmente fue adoptado por C. I. Clarkson y su esposa. Williams era el único estudiante afroamericano en su escuela primaria. Estudió en la Escuela de Arte y Diseño de Los Ángeles y en la sucursal de Los Ángeles del taller en Nueva York Beaux-Arts Institute of Design, y posteriormente trabajó como arquitecto paisajista con Wilbur Cook, Jr. Estudió ingeniería arquitectónica de 1916 a 1919 en la Universidad del Sur de California, donde se graduó, diseñando varios edificios residenciales mientras estudiaba allí. Williams se convirtió en arquitecto certificado en California en 1921 y en el primer arquitecto Afroestadounidense al oeste del Misisipi.
Se casó con Della Mae Givens el 27 de junio de 1917, en la Iglesia Episcopal Metodista Africana en Los Ángeles. Tuvieron tres hijos: Paul Revere Williams Jr. (nacido y muerto el 30 de junio de 1925, enterrado en el cementerio Evergreen, Los Ángeles); Marilyn Frances Williams (nacida el 25 de diciembre de 1926) y Norma Lucille Williams Harvey (nacida el 18 de septiembre de 1928).

## Carrera profesional

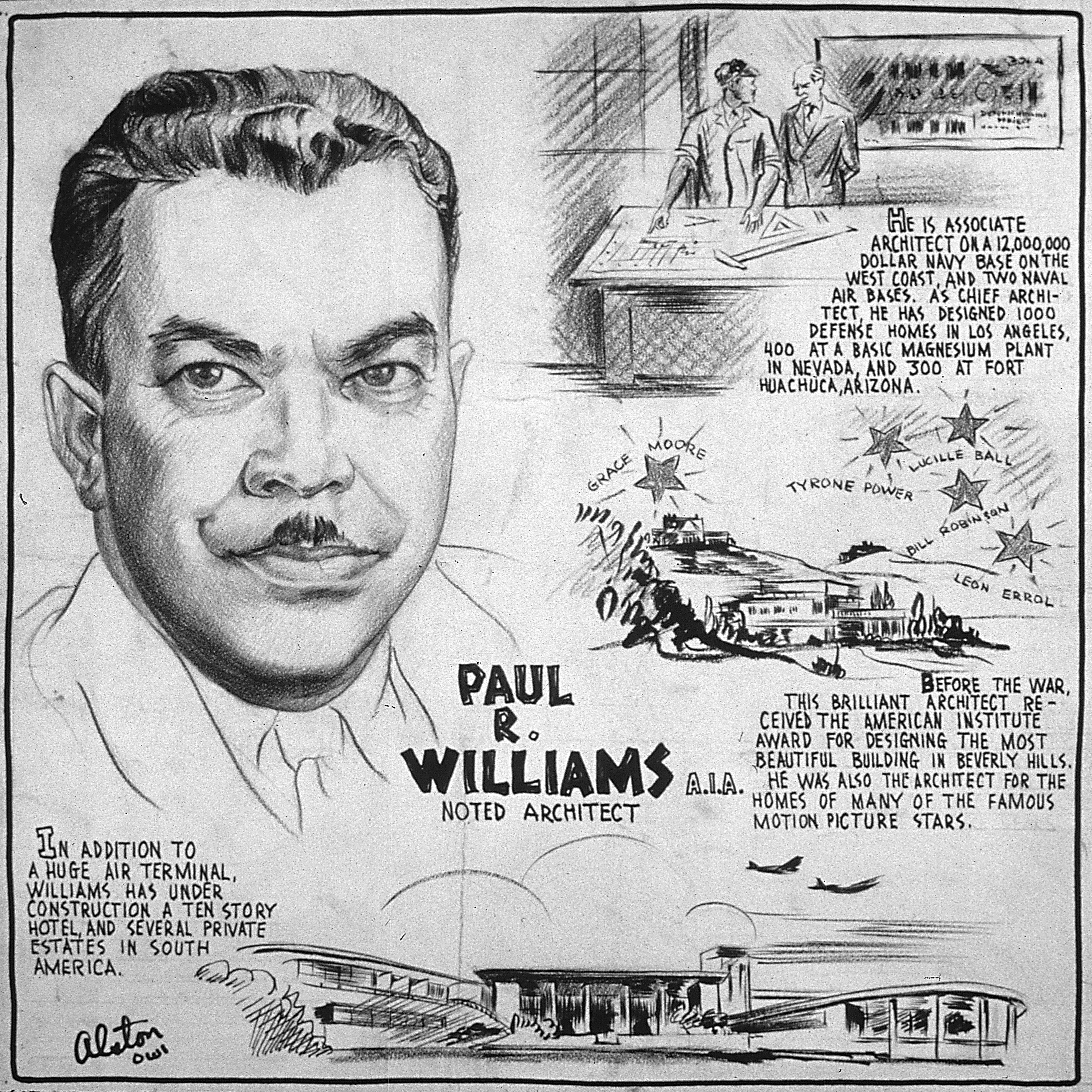
Afiche de la Oficina de Información de Guerra. Subdivisión de Operaciones Nacionales. Oficina de noticias, 1943

Williams ganó un concurso de arquitectura a los 25 años y tres años más tarde abrió su propia oficina. Conocido como un destacado dibujante, perfeccionó la habilidad de representar dibujos "al revés". Esta habilidad se desarrolló porque en la década de 1920 muchos de sus clientes blancos se sentían incómodos sentados directamente al lado de un hombre negro. Aprendió a hacer borradores al revés para poder sentarse frente al escritorio de sus clientes, quienes verían sus borradores al derecho.
Luchando por llamar la atención, sirvió en la primera Comisión de Planificación de la Ciudad de Los Ángeles en 1920.
Desde 1921 hasta 1924, Williams trabajó para el arquitecto de Los Ángeles John C. Austin, y eventualmente se convirtió en jefe de dibujo antes de establecer su propia oficina.
En 1923, Williams se convirtió en el primer miembro afroamericano del American Institute of Architects (AIA).
En 1939, ganó el Premio al Mérito de la AIA por su diseño del edificio MCA en Beverly Hills (ahora sede de Paradigm Talent Agency).
En un momento de su carrera, Williams se interesó por las estructuras prefabricadas. Trabajó junto con Wallace Neff para diseñar las experimentales Airform structures, que eran pequeñas casas que se construyeron en unos pocos días con materiales simples.
A. Quincy Jones fue un arquitecto que, según se afirma, contrató a Williams y luego colaboró con él en proyectos en Palm Springs, incluido Palm Springs Tennis Club (1947) y Town & Country (1948) y Romanoff's en los restaurantes Rocks (1948).
Lockheed y Guerdon Industries contrataron a Williams para diseñar un concepto para un sistema de viaje alternativo al automóvil en Las Vegas. Desarrolló la idea de un sistema similar a un monorriel llamado Skylift Magi-Cab que llevaría a las personas hacia y desde el aeropuerto McCarran y el centro de la ciudad.
Durante la Segunda Guerra Mundial, Williams trabajó para el Departamento de la Armada como arquitecto.
Durante su carrera, Williams diseñó más de 2000 edificios.

### Residencias particulares

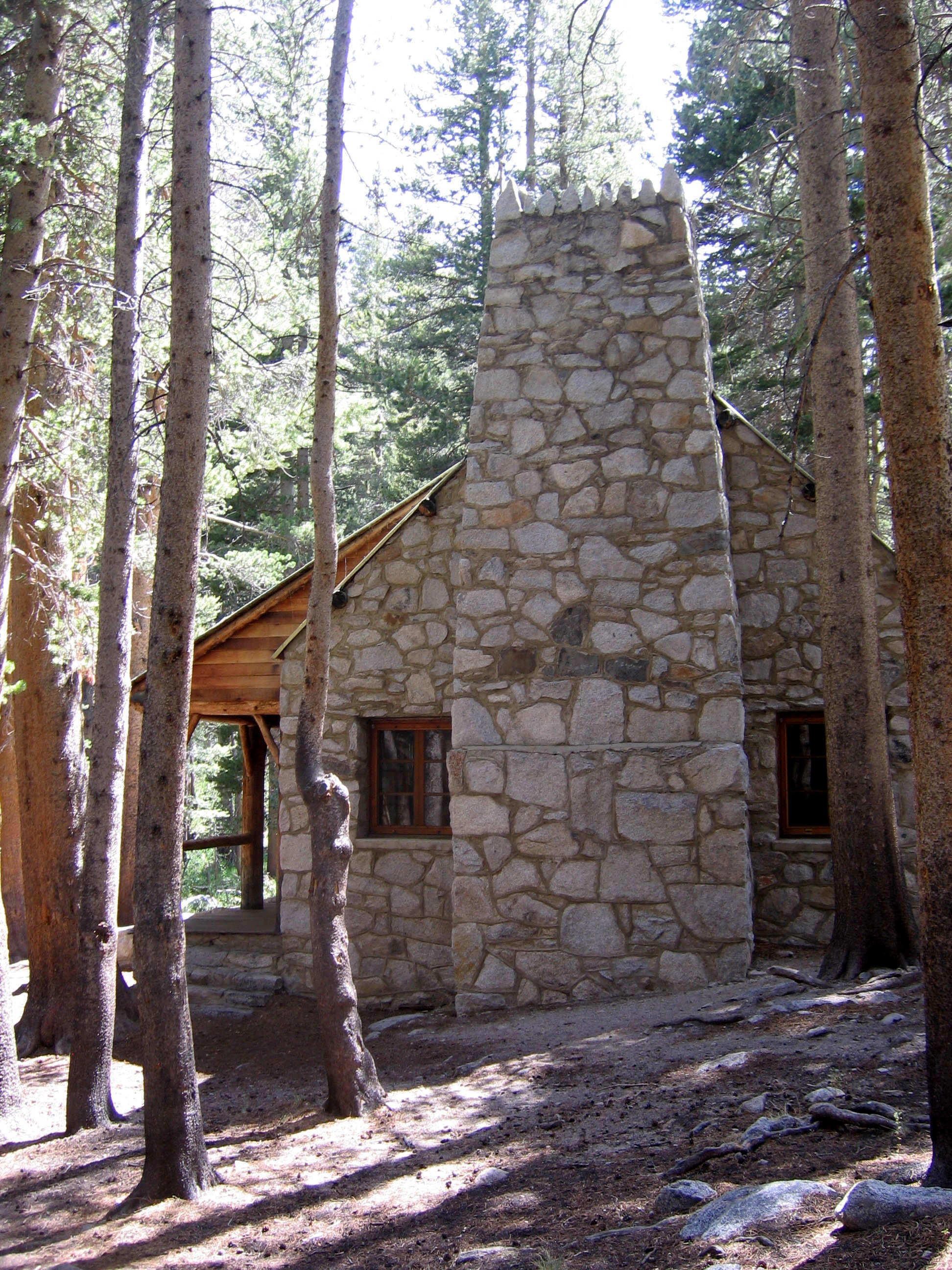
Lon Chaney High Sierra House diseñada por Williams - Bosque Nacional Inyo

Williams diseñó más de 2000 casas privadas, la mayoría de las cuales estaban en Hollywood Hills y la parte de Mid-Wilshire de Los Ángeles (incluida su propia casa en Lafayette Square), parte del histórico West Adams. También diseñó al menos una casa en el distrito de San Rafael junto con muchas otras en Pasadena y La Cañada Flintridge. El área de Linda Vista de Pasadena tiene muchas casas coloniales españolas y de campo francesas de su diseño, incluidas muchas encargadas por magnates comerciales (Chrysler Corporation) y actores.
Sus casas más famosas fueron para celebridades, y fue bien considerado por su dominio de varios estilos arquitectónicos. Empleó los estilos neotudor, château, Regencia y neomediterráneo. Una casa notable, Jay Paley House, que diseñó para Jay Paley en Holmby Hills, y más tarde la residencia de Barron Hilton, se usó como la 'mansión Colby' en escenas exteriores para la serie de televisión Los Colby. La lista de clientes de Williams incluía a Frank Sinatra (la notoria casa de botones), Bill "Bojangles" Robinson, Lon Chaney, Sr., Lucille Ball, Julie London, Tyrone Power (dos casas), Barbara Stanwyck, Bert Lahr, Charles Correll, Will Hays, Zasu Pitts y Danny Thomas.
En contraste con estas espléndidas mansiones, Williams codiseñó con Hilyard Robinson los primeros proyectos de vivienda pública financiados con fondos federales del período de posguerra (Langston Terrace en Washington D. C.) y más tarde el proyecto Pueblo del Río en el sureste de Los Ángeles.
Williams hizo un famoso comentario sobre la amarga ironía del hecho de que la mayoría de las casas que diseñó, y cuya construcción supervisó, estaban en parcelas cuyas escrituras incluían pactos de segregación que prohibían que los negros las compraran.
Varias de sus obras figuran en el Registro Nacional de Lugares Históricos.
También diseñó la tumba de Al Jolson en Hillside Memorial Park, donde se trasladó el cuerpo de Jolson en 1951. La tumba y la fuente son prominentemente visibles desde la Autopista San Diego adyacente.

### Registros profesionales
En 1955, Williams fue contratado para transformar una tienda W. W. Woolworth en la esquina de Broadway y 45th en Los Ángeles en Broadway Federal Savings and Loan. Cuando abrió el banco, Williams protegió gran parte de sus documentos comerciales en el banco. Durante los incendios que consumieron el área después del juicio de Rodney King en 1992, el Broadway Bank se quemó y se temía que gran parte de los archivos de Williams se hubieran perdido. La familia Williams había curado cuidadosamente los documentos y la nieta de Williams, Karen Elyse Hudson, aceptó la adquisición del archivo por parte del Getty Research Institute y la USC School of Architecture. En junio de 2020, Milton Curry de la USC anunció el contenido del archivo: alrededor de 35 000 planos arquitectónicos, 10 000 dibujos originales, planos, fotografías y correspondencia que ayudan a “llenar los vacíos del modernismo de Los Ángeles en el siglo XX”.

### Publicaciones
Dentro de su obra escrita figuran el libro The Small Home of Tomorrow (1945), con una segunda parte titulada New Homes for Today (1946) y el ensayo "I Am a Negro," publicado en American Magazine (1937). 

## Muerte

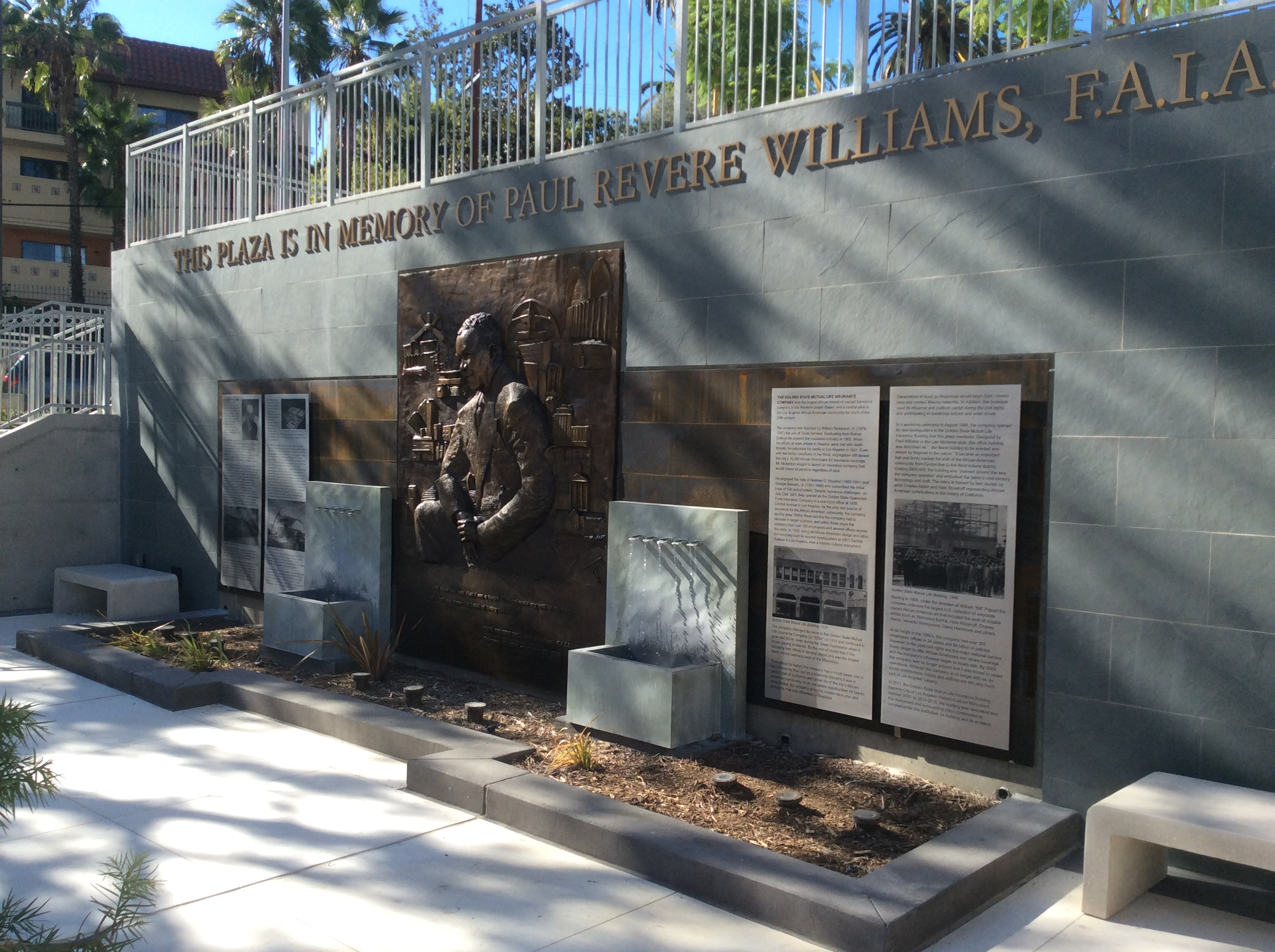
Monumento a Paul R Williams al norte del edificio Golden State Mutual Life Insurance dedicado en octubre de 2015

Williams se retiró de su práctica en 1973 y murió de diabetes el 23 de enero de 1980, a los 85 años. Su funeral se llevó a cabo en la Primera Iglesia AME que diseñó, y el ministro presidente, el Rev. Cecil Murray, estuvo acompañado en el púlpito por William H. D. Hornaday, el Ministro Principal de la Iglesia de Ciencias Religiosas del Fundador, que Williams también había diseñado. Hornaday describió a Williams como un hombre gentil y cortés de la más alta integridad. Williams fue enterrado en el Santuario de Radiance, Manchester Garden Mausoleum en Cementerio Inglewood Park, en Inglewood. La viuda de Williams, Della Williams (1895–1996), cofundó (con Fannie Williams) 'The Wilfandel Club' Establecido el 21 de noviembre de 1945 por mujeres negras activas en la comunidad de Los Ángeles. 
El 29 de octubre de 2015, se dedicó un monumento y una plaza conmemorativa a Paul Williams justo al norte del Golden State Mutual Life Insurance Building como parte de su reciente renovación. El monumento, realizado por la artista Georgia Toliver, presenta un bajorrelieve de 3 m de altura de Paul Williams con muchas de sus obras importantes. El bajorrelieve está flanqueado por paneles interpretativos con una biografía de Williams, así como una historia de la Golden State Mutual Life Insurance Company. 

## En la cultura
- Williams aparece en la serie documental Profiles of African-American Success.
- Hollywood Style es un libro de Karen Hudson (la nieta de Williams) sobre sus casas.[5]
- El podcast 99% Invisible "The Architect of Hollywood" analiza la vida y la influencia de Williams
- El documental Hollywood's Architect: The Paul R. Williams Story se emitió en PBS en febrero de 2020.[3][20]
- Janna Ireland publicó una colección de 280 fotografías en 2020 con el trabajo de Williams, llamada Concerning Paul R. Williams: A Photographer's View.[21]

## Premios, reconocimientos y distinciones

### En vida
En 1951, Williams ganó el premio de la fraternidad Omega Psi Phi al Hombre del Año y en 1953 recibió la Medalla Spingarn de la NAACP por sus destacadas contribuciones como arquitecto y miembro de la comunidad afroamericana.
Williams también recibió doctorados honorarios de la Universidad Lincoln de Misuri (doctorado en ciencias, 1941), la Universidad de Howard (doctorado en arquitectura, 1952) y el Instituto Tuskegee (doctorado en bellas artes, 1956).
En 1956, ganó un premio al servicio, de la revista Wisdom, por "contribuciones al conocimiento y servicio distinguido a la humanidad".
En 1957, se convirtió en el primer miembro negro en ser incluido en el Colegio de becarios de la AIA. Una carta del 2 de abril de 1957 del Secretario Ejecutivo de AIA le ofreció a Williams el honor de ser becario y miembro del Colegio de becarios "por su notable contribución al servicio público".

### Honores póstumos
USC lo incluyó entre sus exalumnos distinguidos en el comercial de televisión de la escuela que se muestra durante sus partidos de fútbol en 2004.
El American Institute of Architects (AIA) le otorgó su medalla de oro en 2017, 37 años después de la muerte de Williams.

## Obras
(En Los Ángeles, a menos que se indique lo contrario)
- 28th Street YMCA, 1006 E. 28th St., Los Ángeles (Williams, Paul R.), incluido en el NRHP
- 421 La Fayette Park Place, Los Ángeles
- Escuela primaria Ángeles Mesa, Los Ángeles
- Angelus Funeral Home, 1010 E. Jefferson Blvd., Los Ángeles (Williams, Paul R.), incluido en el NRHP[22]
- Arrowhead Springs Hotel & Spa, San Bernardino;
- Beverly Hills Hotel (habitaciones rediseñadas y añadidas en la década de 1940)[3]
- Baldwin Hills Mall (tiendas ancla originales).
- Hogares del parque de Carver, Nevada[23]
- Cord Estate (finales de la década de 1930) para EL Cord of Cord / Auburn / Dusenberg Motorcars (Beverly Hills)
- Primera Iglesia AME[24]
- First Church of Christ, Scientist, 501 Riverside Dr., Reno (Williams, Paul Revere), incluido en el NRHP[22]
- Casa Luella Garvey (1934), 589-599 California Ave., Reno (William, Paul Revere)
- Golden State Mutual Life Insurance Building
- Goldschmidt House, 243 Avenida La Cuesta, San Clemente (Williams, Paul R.), incluido en el NRHP[22]
- Catedral Ángel de la Guarda de la Guarda, Las Vegas, Nevada[25]
- Casa Hilltop Farm (1934), 4400 E. Post Rd SE; Cedar Rapids[26]
- YMCA de Hollywood
- Hotel Nutibara, Medellín, Colombia, primer gran hotel de la ciudad inaugurado en 1945
- Casa de Jay Paley (1935), 1060 Brooklawn Drive, Holmby Hills[27]
- Edificio Kelly Music Co. (1929, a partir de 2020, restaurante Tanino), 1043 Westwood Bl., Westwood Village[28]
- El motel La Concha, Nevada[29]
  - El paraboloide de hormigón La Concha Motel en Las Vegas (desmontado y trasladado al Museo Neon en Las Vegas, Nevada, para su uso como vestíbulo del museo 2006)
- Kenneth Hahn Hall of Administration (Stanton, Stockwell, Williams y Wilson)
- Escuela secundaria Marina Del Rey
- Palacio de Justicia Stanley Mosk utilizado por el Tribunal Superior de California del condado de Los Ángeles (Stanton, Stockwell, Williams y Wilson)
- Jardines Nickerson
- Palm Springs, club de tenis[30] : 70
- Restaurante Perino's en 4101 Wilshire Boulevard. Williams dirigió el rediseño interior y exterior en 1950, luego supervisó una segunda renovación después de que el restaurante sufriera graves daños por un incendio en 1954.[31]
- Proyecto de Vivienda Pueblo del Río, Los Ángeles, 1941[2]
- Roberts House Ranch "The Tropical Terrace", Malibu (Los restos de las estructuras incendiadas se pueden explorar en Solstice Canyon Trail en el Área Recreativa Nacional de las Montañas de Santa Mónica.)[32]
- Saks Fifth Avenue, Beverly Hills, 9600 Wilshire Bd, Los Ángeles (con Parkinson & Parkinson)[33]
- Seaview Palos Verdes, un vecindario moderno de mediados de siglo construido entre 1959 y 1960
- Segunda Iglesia Bautista, 1100 E. 24th St., Los Ángeles (Williams, Paul R.), listada en NRHP[22]
- Shrine Auditorium (Williams ayudó a preparar los planos de construcción cuando era un joven arquitecto.)
- El Theme Building retrofuturista de estilo googie en el Aeropuerto Internacional de Los Ángeles (LAX). (En la década de 1960, como parte de la firma Pereira & Luckman y con ingenieros consultores, Williams ayudó a diseñar este hito futurista.)
- The Gatehouse (1940), para el pionero de la aviación Thomas F. Hamilton (Lake Arrowhead);
- Edificio de Botánica de UCLA
- Escuela Secundaria Woodrow Wilson
- Una o más obras en el distrito histórico de 27th Street, a lo largo de 27th St., Los Ángeles (Williams, Paul), incluido en el NRHP[34]
- Una o más obras en Berkley Square, área delimitada por Byrnes Ave., D St., Leonard Ave. y G St., Las Vegas (Williams, Paul R.)
- 501 World Way, primera estructura de estacionamiento en LAX, construida en 1965